# شب‌خروش سیاه
شب‌خروش سیاه (نام علمی: Chamaepetes unicolor) نام یک گونه از سرده شب‌خروش‌های زمینی است.